# Бобешино
Бобешино е село в Западна България. То се намира в община Кюстендил, област Кюстендил.

## География
Село Бобешино се намира в Западна България, в северозападната част на Географска област Каменица, в обсега на Чудинската планина, до границата на България и Сърбия. Надморска височина при водослива на реките Коприва и Селечка – 875 m; при черквата на границата – 1052 m.
Намира се на 27,5 km запад-северозападно от гр. Кюстендил.
Името му произлиза от думата боб – култура, която добре се е развивала в селото.
Климатът е умерен, преходно-континентален, с полупланински характер.
Бобешино е разпръснат тип село, съставено от махалите: Широкодолска (Поровелска), Церянска, Ридарска, Лопушанска, Реката (центъра на селото), Ягодичка, Зверска, Средна, Пещерска, Падишка и Циганска .Махалите са разположени на юг от граничната бразда по склоновете на реките Селечка и Лопушанска от левия водослив на река Коприва, ляв приток на река Бистрица. След 1920 г. в Сърбия остава половината имот от Пещерска махала. За имотите, останали в сръбско, селяните трябвало да плащат данък в сръбското село Бистър. С документ „прелазница“, с квитанция за платения данък и снимка, сутрин са отивали в собствените си имоти и вечер се връщали. Това е продължило за всички села засегнати от Ньойския договор до 1949 г., като се изключат годините 1941 – 1944 г., когато е настъпило политическо напрежение между двете държави, загуба на имотите и преселение.
През годините селото принадлежи към следните административно-териториални единици:
- 1883 – 1934 – Община Бобешино, в която влизат и селата Жеравино, Коприва, Црешньово и до 1919 (Ньойски договор) Голеш и Караманица.
- 1934 – 1978 – кметство към Община Долно село
- 1978 – 1983 – кметство към Гюешевска селищна система
- 1983 – 1987 – кметство към Гърлянска селищна система
- 1987 – днес – кметство към Община Кюстендил с назначаван от кмета на гр. Кюстендил кметски наместник, който отговаря и за други села в района.

## Население
Към есента на 2021 г. целогодишно живеят 11 души.
| Година    | 1866 | 1880 | 1900 | 1920 | 1926 | 1934 | 1946 | 1956 | 1965 | 1975 | 1984 | 1992 | 2001 | 2010 |
| Население | 322  | 443  | 550  | 445  | 706  | 689  | 628  | 526  | 224  | 146  | 118  | 72   | 46   | 30   |

## История
Няма данни за възникването на селото. Има следи от антично селище на 1 km западно от селото, в махалата Широки дол. През землището на селото са минавали т.н. „Железарски пат“ и „Борнарски пат“, които през средновековието са свързвали областта с Кюстендил и Крива паланка.
Пътят до селото е асфалтиран.
Най-старото писмено сведение за селото е от 1866 г.; тогава селото има 38 домакинства с 322 жители.
В края на XIX век селото има 6773 дка землище, от които 4764 дка ниви, 632 дка ливади и 1377 дка гори и се отглеждат 1768 овце, 468 кози, 244 говеда, 97 коня и 84 пчелни кошера. Основен поминък на селяните са земеделие (овес, пшеница, тютюн) , животновъдство и домашни занаяти.
През 1884 г. е открито начално училище. През 1948 г. е построена нова сграда, училището става и прогимназия, която се закрива през 1959 г. Началното училище „Св.св. Кирил и Методий“ е закрито през 1975 г.
Сега в училищната сграда се намира кметството.
През 1886 г. е построена църквата „Свети Йоан Кръстител“, изписана от Евстатий Попдимитров.
При избухването на Балканската война един човек от Бобешино е доброволец в Македоно-одринското опълчение.
През 1917 г. е открита военна мандра за производство на кашкавал и сирене за нуждите на българската армия.
През 40-те години на ХХ век се провеждат активни залесителни мероприятия в местността „Женско присое“: 12 дка (1938), 20 дка (1940), 15 дка (1943) и в местността „Влао клаге“ – 300 дка с бор (1945).
През 1946 г. е учредена Кредитна кооперация „Зелен бор“. През 1949 г. става всестранна кооперация, през 1952 г. се присъединява към Селкооп „Единство“ – с. Долно село.
В Бобешино дълги години има Гранична застава, поместена в голяма масивна сграда. Заставата функционира до 2001 г.
През 1957 г. е учредено ТКЗС „Граничар“, което от 1960 г. е включено в състава на ДЗС „Кюстендил“, филиал „Долно село“. От 1963 г. е към ДЗС Раненци, от 1971 г. – към АПК „Кюстендил“, филиал „Долно село“,
а от 1979 г. е включено в състава на АПК „Румена войвода“, село Гърляно. След 1991 г. дейността на АПК се прекратява. Следва ликвидация, връщане на земята, разпродажба на сгради, инвентар и имущество,
раздаване на оскъдни дивиденти -дейност продължила чак до пролетта на 2009 г. След това голяма част от земята запустява, увеличава се популацията на диви свине, особено след премахване на „кльона“ – телената ограда покрай границата.
Лишеи нападат дъбовата церова гора и старите овошки.
Селото е електрифицирано през 1968 г. и частично водоснабдено през 1975 – 1979 г.
Перспективите за развитие на селото са свързани с овощарството и развитието на селски и културен туризъм.

## Културни и природни забележителности
- Църква „Свети Йоан Кръстител“. Построена е през 1886 г. Намира се на самата българо-сръбска граница, над селото. През 1920 г., съгласно Ньойският договор, по протокол, границата минава през самия храм. Но след намесата на местното население, международната комисия се съгласява и граничната бразда е прокарана на няколко метра североизточно от апсидата. Така още тогава църквата остава изцяло на българска територия.Църквата е еднокорабна постройка с полуцилиндричен свод с дъсчена обшивка. Южната и северната стена завършват с корниз, който преминава и по западната стена като конзоли, за да поддържат дъгата, очертаваща свода. Иконостасът е с дъсчена направа без резба, изпълнен с растителни орнаменти, с изключение на олтарните двери, които са резбовани. Иконите са дело на живописеца Евстатий Попдимитров от село Осой, сега в Северна Македония. В съседство с църквата са разположени няколко офицерски гроба от войните в началото на XX век.
- Архитектурен паметник-пирамида на загиналите във войните през 1912 – 1913 г. и 1915 – 1918 г.
- Втори паметник е построен в по-ново време до църквата на границата. На него са изписани имената и на загинали от съседните села от Българско и Сръбско т. е. от Западните покрайнини.

## Религии
Село Бобешино принадлежи в църковно-административно отношение към Софийска епархия, архиерейско наместничество Кюстендил. Населението изповядва източното православие.

## Обществени институции
В Бобешино има кметски наместник.

## Редовни събития
- на 15 август – Голяма Богородица: курбан при паметника на загиналите във войните.
- на 22 септември – от 2004 г. ежегодно се провежда Международна среща-събор в Деня на независимостта, непосредствено до граничната бразда, до църквата, в местността „Рудината“. На обширната полянасе събират над 600 души. Раздава се курбан, една година приготвен от българска страна, друга година - от сръбска. Изнасят се художествеви програми. По време на епидемията от COVID-19, съборът не се провежда.
- На същото място, в края на 30-те години на ХХ в., е имало събори – т.нар. „свиждания“ между роднини, останали от двете страни на границата. Те са протичали драматично – с плачове при виждането сутрин, още по-големи вълнения и плачове при раздялата вечер.

## Личности
- Кръсте Ангелов – първия кмет на Бобешинската селска община след Освобождението (1883).
- Косте Милков Стоичин – участник в Македоно-одринското опълчение (1912 – 1913 г.) и Първата световна война (1914 – 1918 г.).